# 妮科爾·拉伊喬娃
妮科爾·拉伊喬娃（1995年8月13日—）是一位斯洛伐克女子花樣滑冰選手。曾參加2014年冬季奧林匹克運動會女子單人滑項目，最終獲得第24名。